# IKEBUS
IKEBUS（イケバス）は、東京都豊島区が運行するコミュニティバス。2019年11月27日に開業した池袋エリア周遊グリーンスローモビリティ路線である。
東京都豊島区の池袋駅東口からサンシャインシティ・豊島区役所を経て東口へ戻る「Aルート」と、池袋駅西口から、豊島区役所・サンシャインシティ・Hareza池袋を経て西口へ戻る「Bルート」の2系統を運行する。WILLER EXPRESS（池袋営業所）に運行を委託している。

## 概要

### 運行開始までの経緯
東アジア文化都市が2019年に池袋で開催されることや、2020年に向けて行われている「池袋エリアの再開発」により劇場や大規模な公園の整備が行われている事、また同年に行われる東京オリンピック・パラリンピックを見据えて、単なる移動システムではなく、バス停や運行ルートも含めて、豊島区の文化都市としての魅力を高めるために計画された。

### 運賃
- 運賃は前払いで、1乗車につき大人200円、子供・高齢者・障害者は100円。
- A・B両ルートに乗り降り自由なフリー乗車券が発売されている。
  - かつては 3時間券は大人300円、子供等100円。1日券は大人500円、子供等250円。2日券は大人800円、子供等400円であった。
  - 2021年10月1日から2024年1月31日まで大人料金が100円、一日券が250円に値下げされていた。2024年2月1日以降に値下げ期間中に購入した一日乗車券および回数乗車券を使用する場合は不足分を現金で精算（QRコード決済不可）、または同一券種を2枚使用する。
- PASMO・Suica等の交通系ICカードは利用できず、紙幣は千円札のみ利用できる。
- 2021年3月26日よりスマートフォンによるQRコード決済（au PAY、d払い、PayPay、Alipay +、JKOPAY、WeChat Pay）の利用が可能となった。
- RYDE株式会社のデジタル乗車券アプリ「RYDE PASS」では、「IKEBUS 1日乗車券」の デジタルチケットを2025年7月18日（金）より販売開始。

## 沿革
- 2017年4月 - 計画を策定開始[4]。
- 2019年

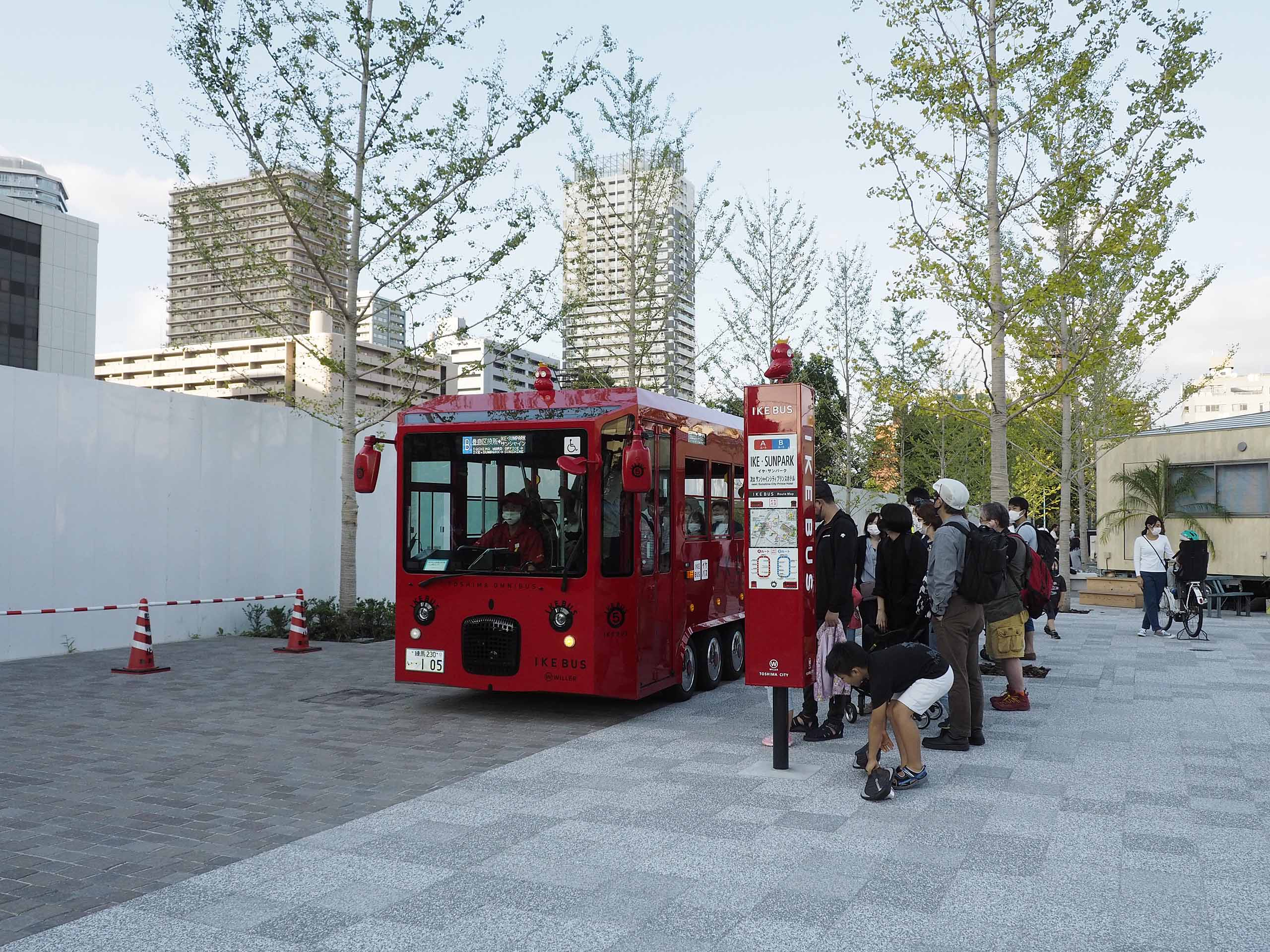
2020年9月から2024年1月まで行われていたIKE・SUNPARK乗り入れ

  - 2月1日 - 愛称がIKEBUS(イケバス)に決定[5]。
  - 11月1日 - 中池袋公園で出発式。以降、貸切運行を開始[6]。
  - 11月27日 - 路線バスとして運行開始[7]。
  - 12月 - ぽると出版「バスラマ・インターナショナル」誌より第23回バスラマ賞に選定される[8]。
- 2020年
  - 3月28日 - 新型コロナウイルス感染症の影響で4月12日までの予定で40分間隔に減便、運行時間帯を縮小[9]。
  - 4月4日 - 新型コロナウイルス感染症対策としてAルート・Bルート共に全便運休。当初は4月30日までの予定だったが[10]、4月24日に5月15日までに延長[11]、緊急事態宣言の延長を受けて5月7日に5月31日までに再々度延長される[12]も、5月29日に再々々度延長される[13]。
  - 7月1日 - 運行時間帯を11時台から16時台までに縮小して40分間隔とした減便ダイヤで運行再開[14]。
  - 8月1日 - 通常ダイヤでの運行を再開。併せてBルートは池袋駅西口からサンシャインシティ方面の経路をびっくりガード～東（あずま）通り経由に変更、停留所にホテルメトロポリタン、豊島区役所、東池袋駅、サンシャインシティ北を追加する[15][16] 。
  - 9月26日 - としまみどりの防災公園内にIKE・SUNPARK（イケ・サンパーク）停留所を新設、Aルート・Bルート共に経路変更を実施。併せてサンシャインシティ北停留所をサンシャインシティプリンスホテルに改称、Bルートは東通り停留所を新設[17][18]。フリーペーパー「IKEナビ」を創刊[19] 。
- 2021年
  - 1月18日 - 新型コロナウイルス感染症に伴う緊急事態宣言再発令の影響によるダイヤ改定。運行時間帯を10時から18時に短縮[20]。
  - 3月26日 - Bルートに東京芸術劇場停留所を新設。QRコード決済の取り扱いを開始[21]。
  - 4月25日 - 新型コロナウイルス感染症に伴う緊急事態宣言再々発令の影響でこの日より再度全便運休[22]。
  - 6月21日 - 緊急事態宣言の解除に伴い運行を再開[23]。
  - 8月28日 - 新型コロナウイルス感染拡大の影響でAルートを40分間隔に削減[24]。
  - 10月1日 - Aルートの経路を変更、20分間隔に復帰。2022年9月30日までの期間限定で大人運賃を1回乗車は100円、一日乗車券は250円に値下げ、回数乗車券を設定[25]。
- 2022年
  - 9月27日 - 車両整備のため運行時間帯を10時～17時に縮小、Aルートは40分間隔に、Bルートは20分-40分間隔に減便。大人運賃及び一日乗車券の値下げを2023年9月30日まで延長[26]。
  - 10月18日 - 車両整備のため運行時間帯を10時～15時に縮小、Aルートは40分間隔で運行するがBルートは運休される[27]。
  - 12月23日 - 車両整備のため運休中のBルートを60分間隔で再開[28]。
- 2023年
  - 2月10日：積雪のため運休[29]。冬季は積雪の予報が出ると始発から全便、または部分運休を行うことがある。
  - 7月17日 - 酷暑のため午後の便を臨時運休[30]。その後も8月にかけて12時～16時台の便を運休することがあった[31]。
  - 7月18日 - 豊島区へのふるさと納税のお礼品としてIKEBUSの一日乗車券および回数券を設定[32]。
  - 7月21日 - Bルートを30分間隔に増発[33]。
  - 8月25日-27日 - 大阪城公園で開催されたWarai Mirai Fes 2023のチームとしまブースにてIKEBUSを展示[34]。
- 2024年
  - 2月1日 - Aルート・Bルート共に経路変更に伴うダイヤ改定[35]。としまみどりの防災公園敷地内への乗り入れおよびIKE・SUNPARK停留所を廃止、代替としてサンシャインシティ東側にIKE・SUNPARK入口停留所を新設。大人運賃は1回乗車は200円、一日乗車券は500円に戻る。
  - 7月1日 - Aルート・Bルート共にダイヤ改定。昨年は酷暑による臨時運休が行われたことから、13時～14時台を運休時間帯とする夏ダイヤを9月30日まで実施[36][37]。
  - 7月10日 - 池袋西口公園で開催されたTokyo Music Evening Yubeに伴いBルートの運行時間帯を延長[38]（8月21日にも実施）。
- 2025年
  - 5月1日 - Aルート・Bルート共にダイヤ改定[39]

## 路線

### 現行路線
Aルートは一周36分で20-45分間隔、Bルートは一周51分で1時間間隔。10時から17時台まで運行する。
- Aルート（東口ルート）：池袋駅東口→（グリーン大通り）→東池袋駅（東行き）→IKE・SUNPARK入口→サンシャインシティプリンスホテル→サンシャインシティ西→（乙女ロード）→東池袋駅（西行き）→豊島区役所→南池袋公園→池袋駅東口
- Bルート（東西ルート）：池袋駅西口（中央）→東京芸術劇場→ホテルメトロポリタン→（びっくりガード）→東通り→豊島区役所→東池袋駅→IKE・SUNPARK入口→サンシャインシティプリンスホテル→サンシャインシティ西→Hareza池袋→（池袋大橋）→池袋駅西口（北）→池袋駅西口（中央）
  - Aルートの池袋駅東口行始発便は豊島区役所起点で、Bルートの池袋駅西口（中央）発最終便は豊島区役所止まり。

### 過去の路線
IKE・SUNPARK乗り入れ期間中のルート
- Aルート（東口ルート）：池袋駅東口→（グリーン大通り）→サンシャインシティ西→（乙女ロード）→サンシャインシティプリンスホテル（豊島自動車教習所側）→IKE・SUNPARK→東池袋駅→豊島区役所→南池袋公園→池袋駅東口
- Bルート（東西ルート）：池袋駅西口（中央）→東京芸術劇場→ホテルメトロポリタン→（びっくりガード）→東通り→豊島区役所→東池袋駅→IKE・SUNPARK→サンシャインシティプリンスホテル→サンシャインシティ西→Hareza池袋→（池袋大橋）→池袋駅西口（北）→池袋駅西口（中央）
  - Aルートの池袋駅東口行始発便は豊島区役所起点で、Bルートの池袋駅西口（中央）発最終便は豊島区役所止まり。

開業当初のルート
- Aルート：池袋駅東口→Hareza池袋→南池袋公園→東池袋駅→サンシャインシティ（北→西）→東池袋駅→豊島区役所→南池袋公園→池袋駅東口
- Bルート：池袋駅西口（中央）→（池袋大橋）→Hareza池袋→サンシャインシティ西→Hareza池袋→（池袋大橋）→池袋駅西口（北）→池袋駅西口（中央）

## 車両
専用車両は、群馬県桐生市に本社を置くシンクトゥギャザー製の低速電動ビークル「eCOM-10」をベースとして特注車両で、片側5輪のタイヤを装備し、車両後方には車椅子乗降用のリフトを備える。デザインは、水戸岡鋭治がバス停、乗務員の制服も含めて担当した。なお、水戸岡は、IKEBUSの運行を担当するWILLER EXPRESSと同じくWILLERの子会社であるWILLER TRAINS（京都丹後鉄道）の運行する丹後あかまつ号、丹後あおまつ号などの鉄道車両もデザインしている。
最高速度は19km/hと、通常のバスよりもゆっくりと走ることで、「豊島区にしっかりと触れてもらいつつ、のんびりと楽しんでもらい」、また「区民や旅行者などの交流を繋ぐ」柱になればいいとWILLERの村瀬社長は語っている。また豊島区の担当部署である都市計画課地域公共交通グループでも「IKEBUSは単なる移動手段ではなく、人とまちを繋ぐ池袋のシンボル」として「池袋のまちをゆっくり流れる車窓から楽しんだり、途中下車しながらまちを散策し楽しんだり」することを勧めている。
内装は、座席に寄木細工風の模様が使われ、各車両でデザインが変化している。 1・7・8号車の天井にはデジタルサイネージ機能が付けられており、豊島区のイベント情報などを映像で発信することが出来る。
充電したバッテリーを駆動に利用することから、各車両のバッテリーの消耗をできるだけ均等にするために、（運行頻度の低くなる）イベント貸切用の専用車は作らず、通常車両を貸切に利用する。一回の充電での走行距離は60kmとされている。このため、膨大な電力を消費する冷暖房設備は車両に設置されていない。
開業当初は7台で運行、2020年2月に3台追加で導入し、計10台で運行する。車体は赤く塗装されているが、7号車だけは「ラッキーセブン」として黄色く塗られており、運が良ければ見られることから「幸運のバス」としている。

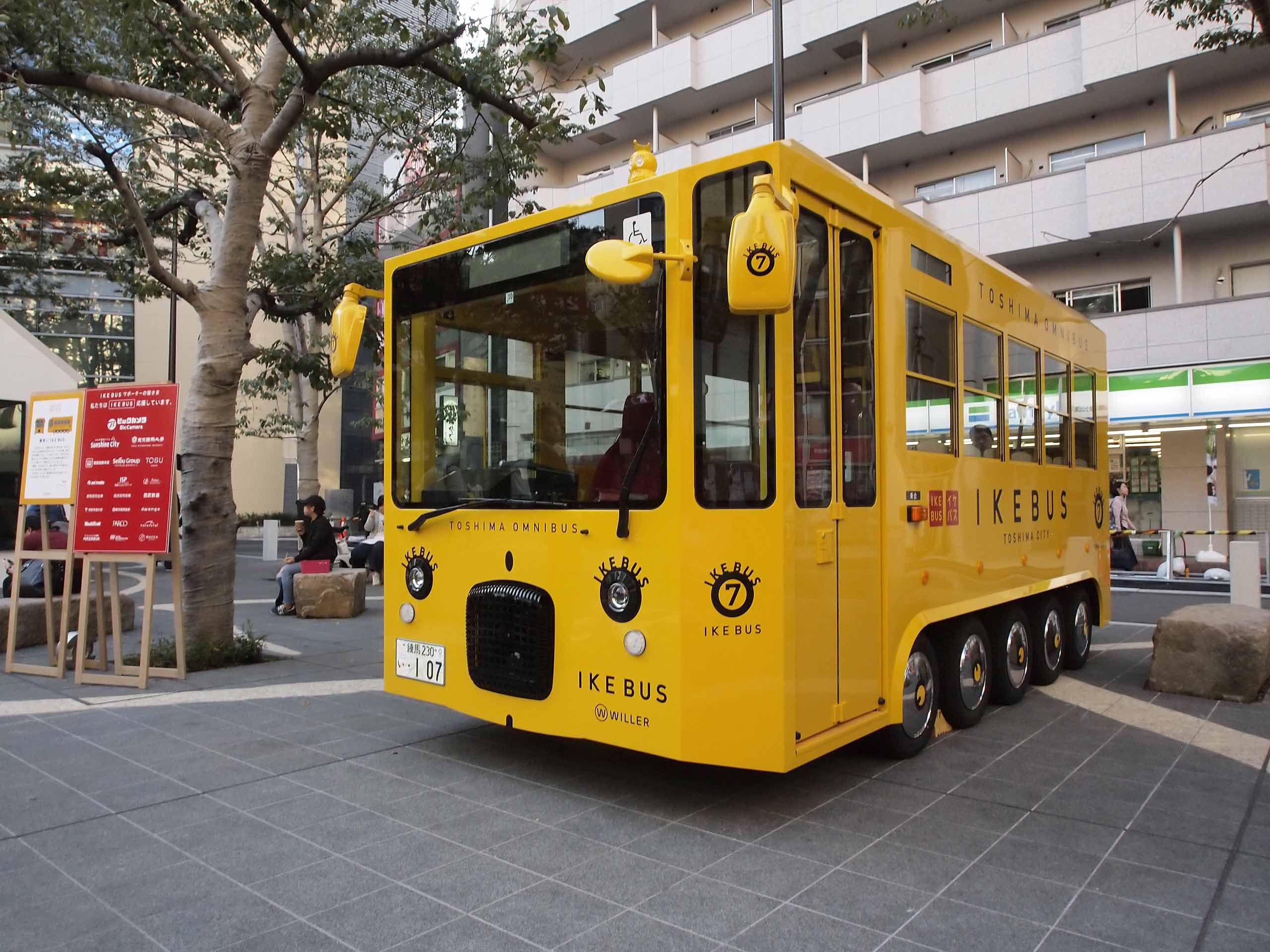
7号車「幸運のバス」
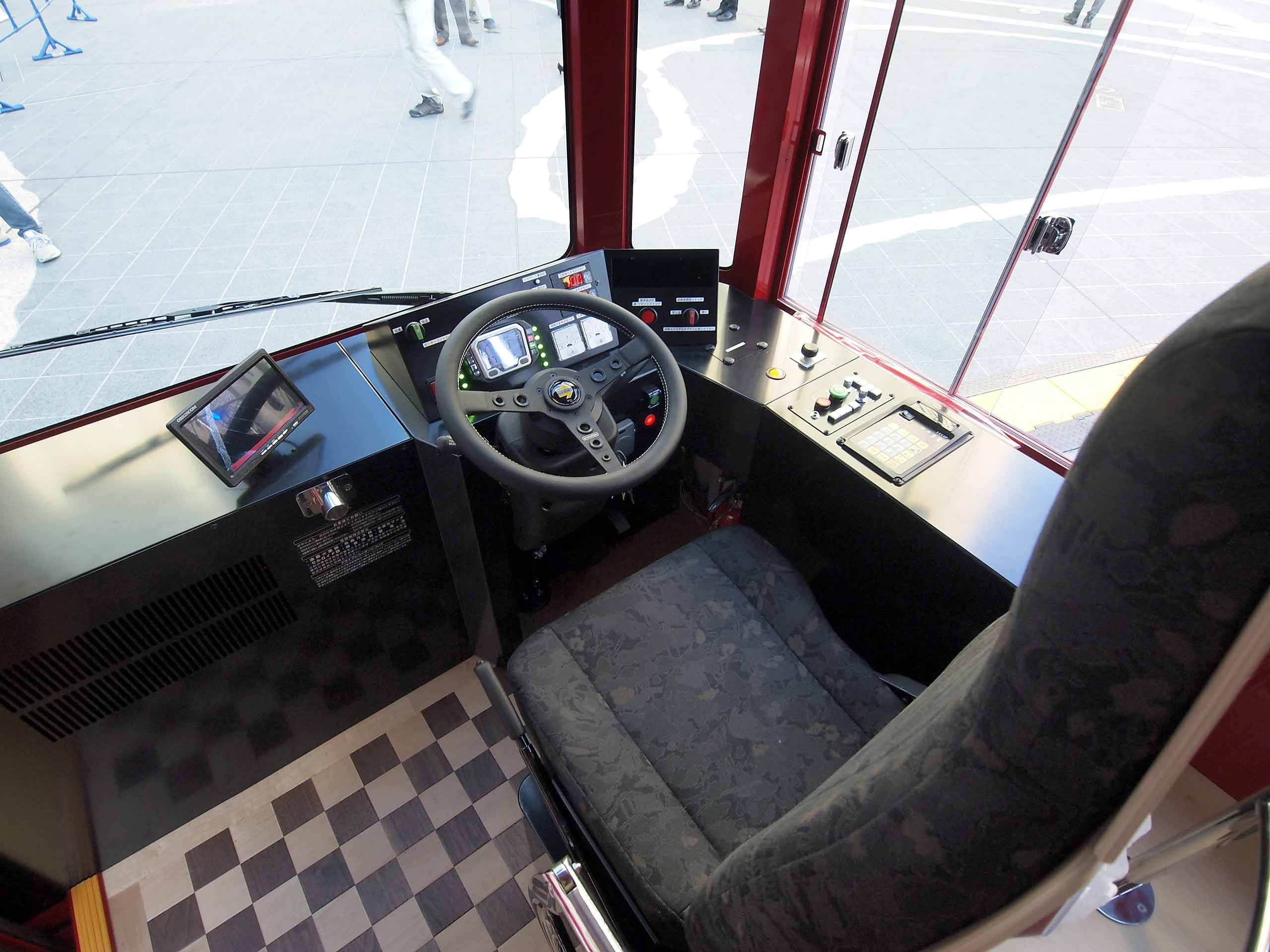
運転席
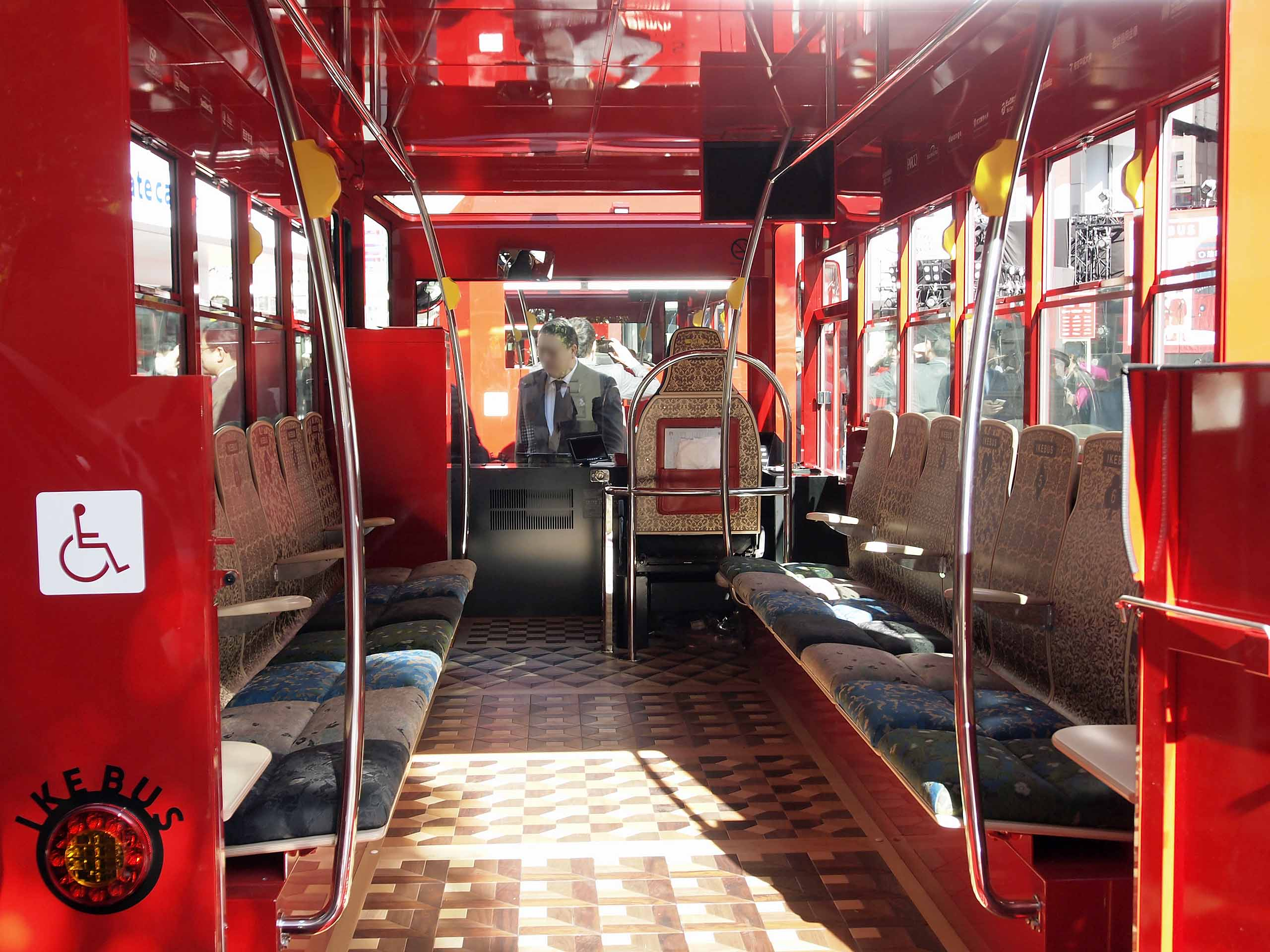
客室
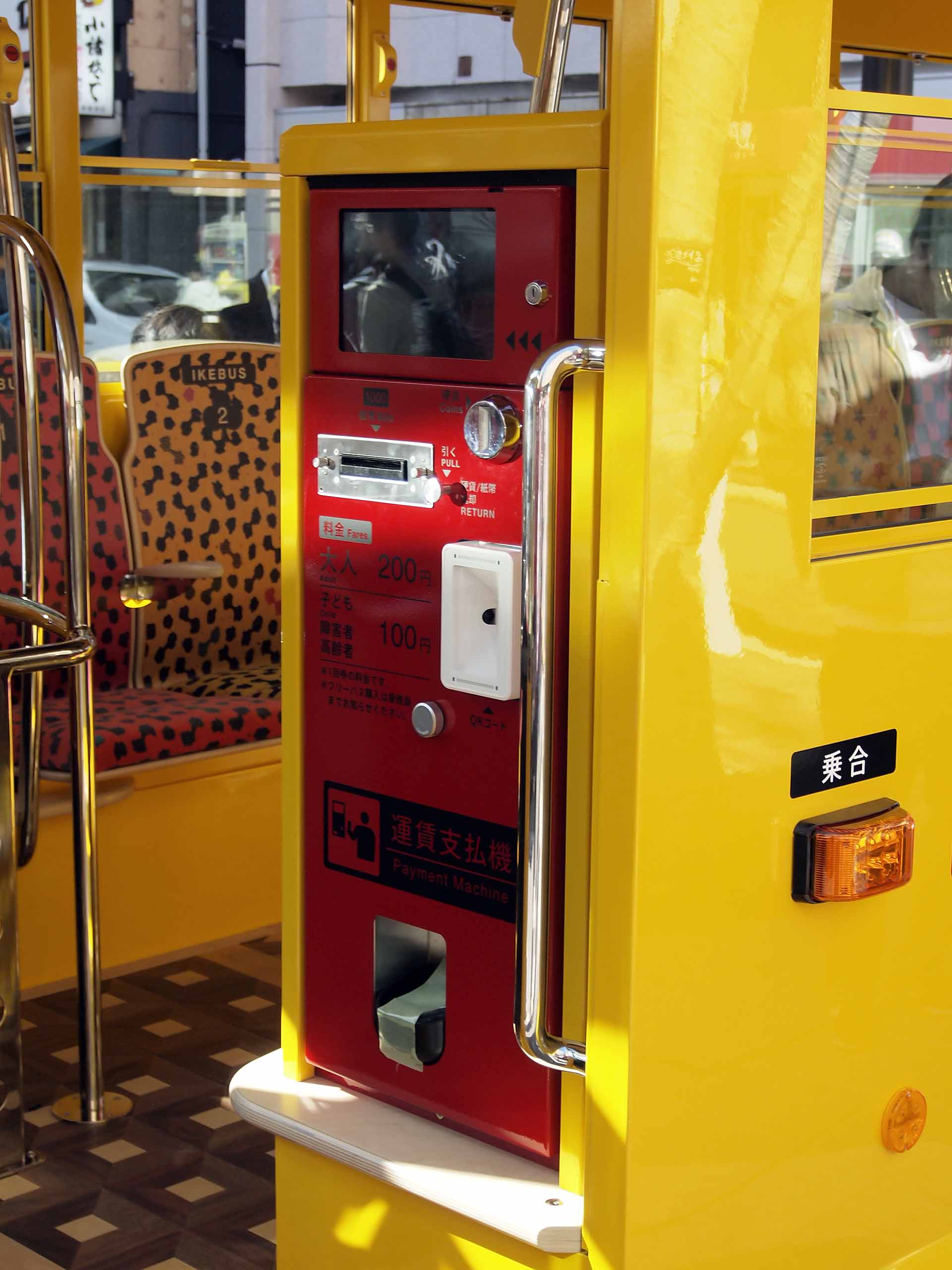
運賃箱
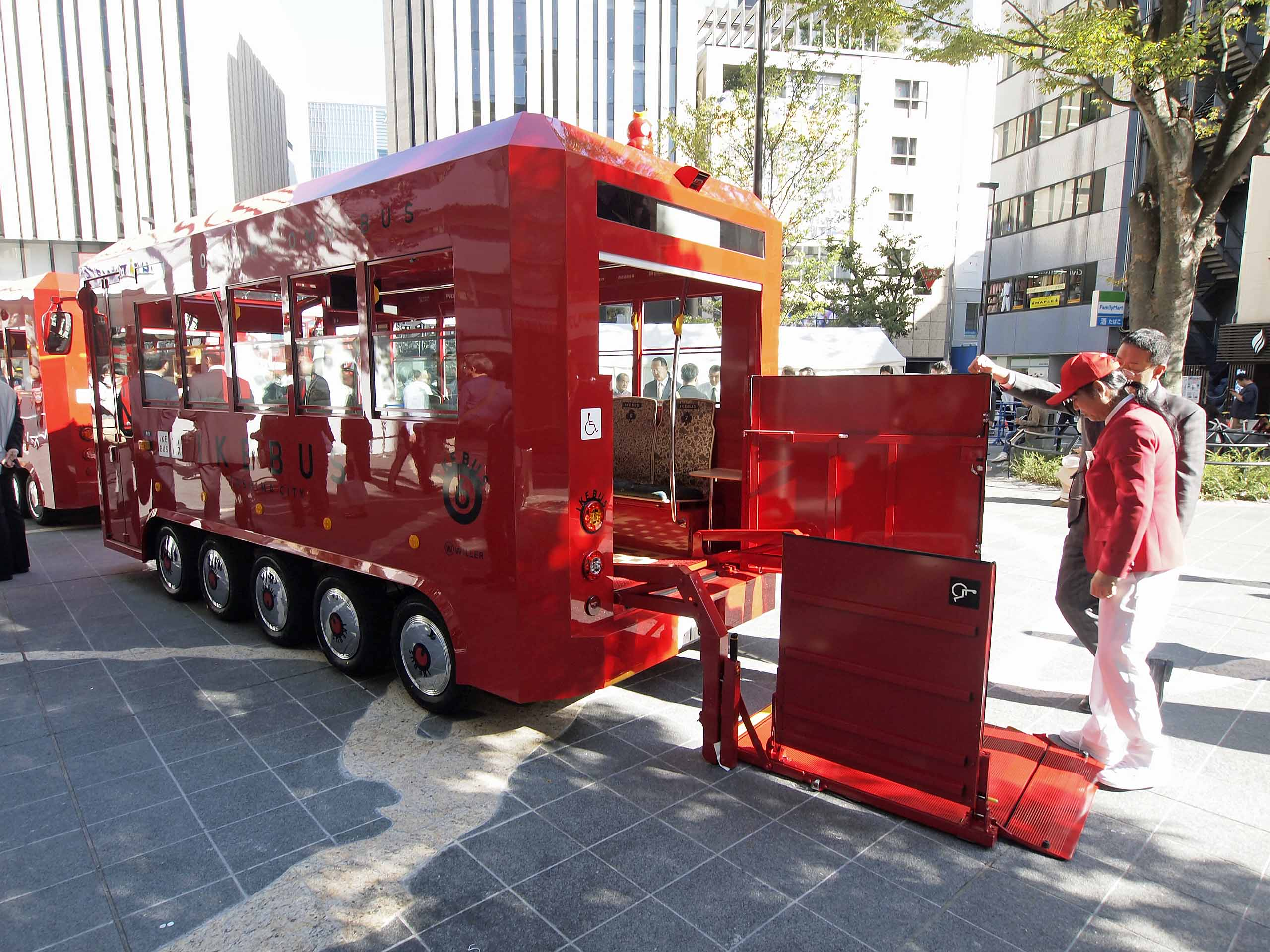
車椅子リフト

## 貸切運行
一般社団法人としまアートカルチャーまちづくり協議会が貸切運行を受け付けており、駅からイベント会場への団体輸送や市街地の観光クルーズ、ナイトクルーズ、外国人観光客向けの外国語による観光案内付きのツアーなどがプランとして企画されている。原則として豊島区内発着が基本だが、豊島区との境にほど近い板橋区・北区所在の板橋駅からの利用もできる場合がある。
また、団体等のグループ利用以外の活用法として、都心部にあることから園庭のない豊島区の幼稚園や保育園が、園児を南池袋公園や旧造幣局東京支局跡地に整備されたとしまみどりの防災公園（IKE・SUNPARK）やとしまキッズパークといった近隣の巨大公園で遊ばせるために連れていく際の移動手段としても利用される予定である。

## マスコット

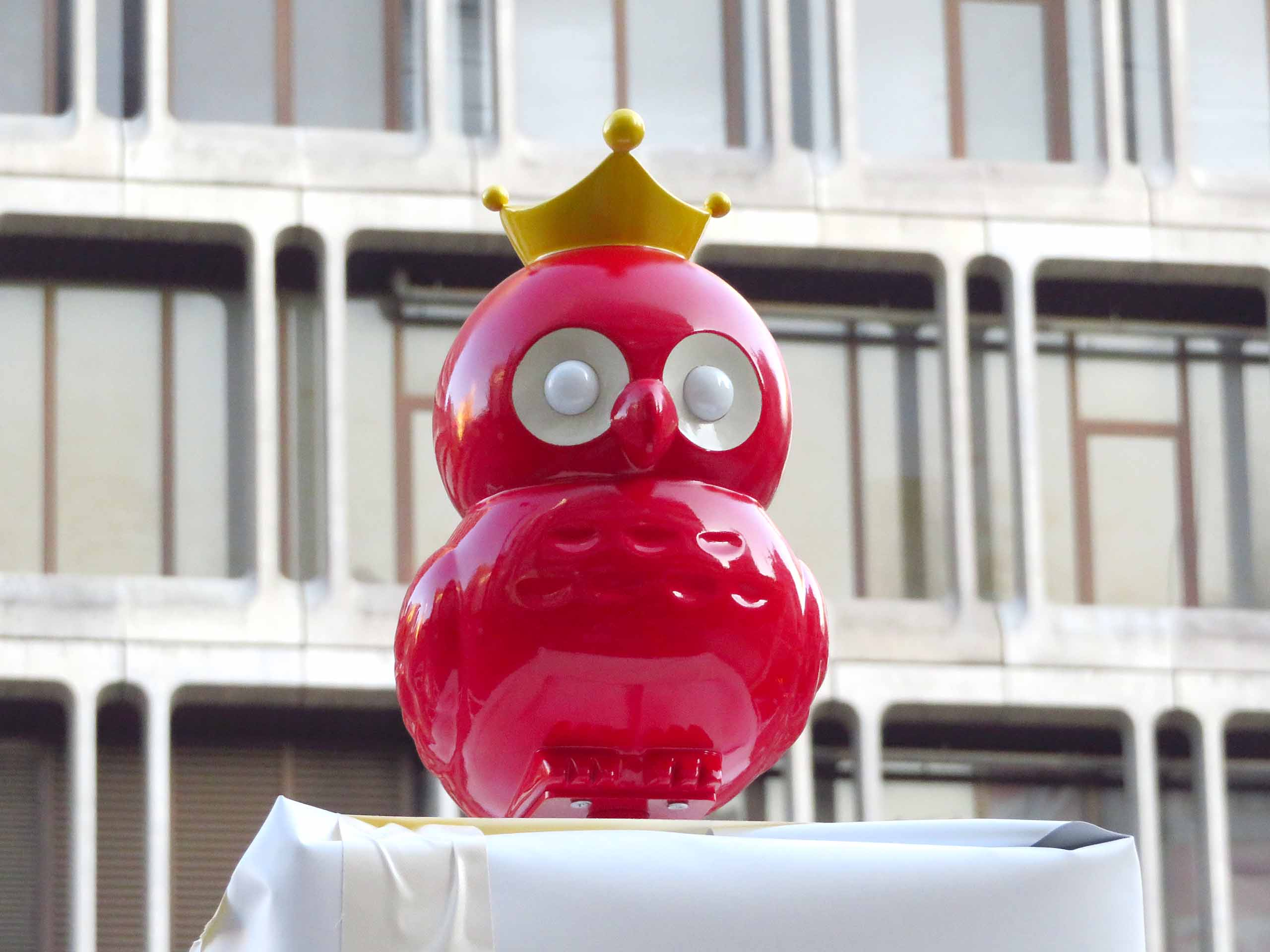
イケちゃんの像（池袋駅西口（中央）停留所にて）

車体前部および後部の屋根、バス停のポールに、王冠を被ったフクロウをモチーフにしたマスコットキャラクター「イケちゃん」の像が設置されている。車体と一部のバス停に設置されている像は目が電球として光るようになっており、ヘッドライトやテールライトおよびバス停の電照部と連動して点灯される。

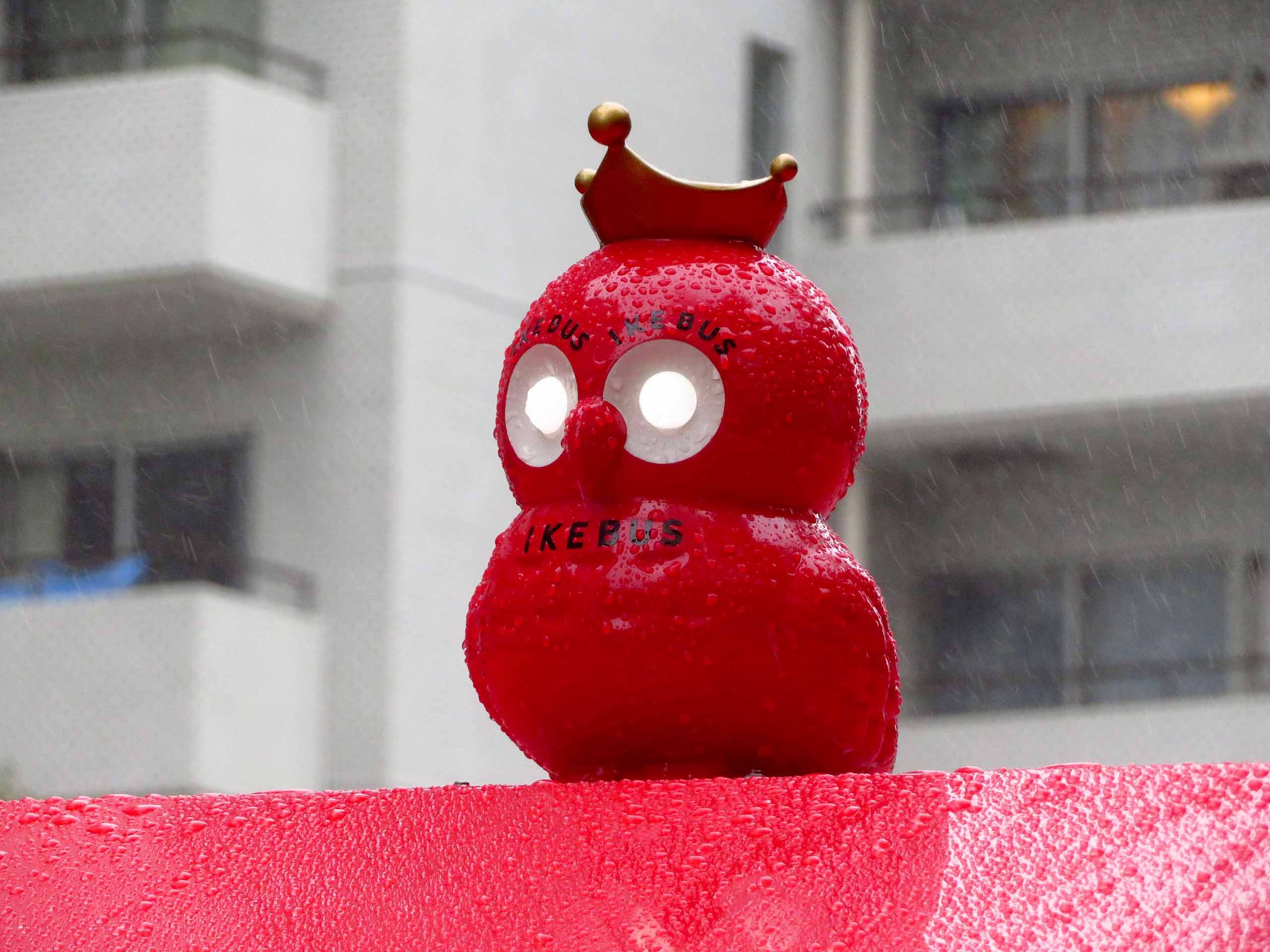
車両屋根のイケちゃんの眼は前照灯に連動して光る(前)
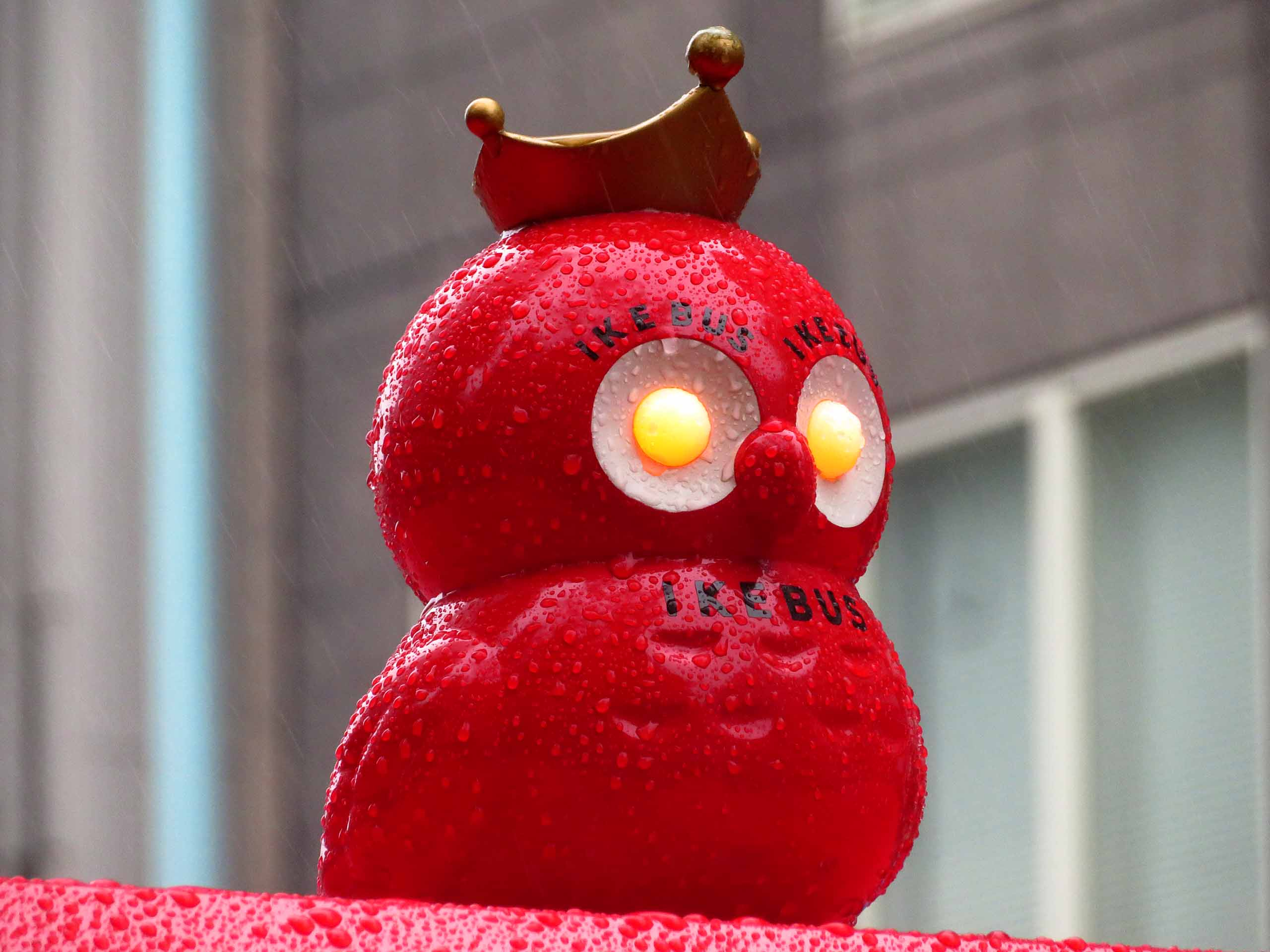
(後ろ)
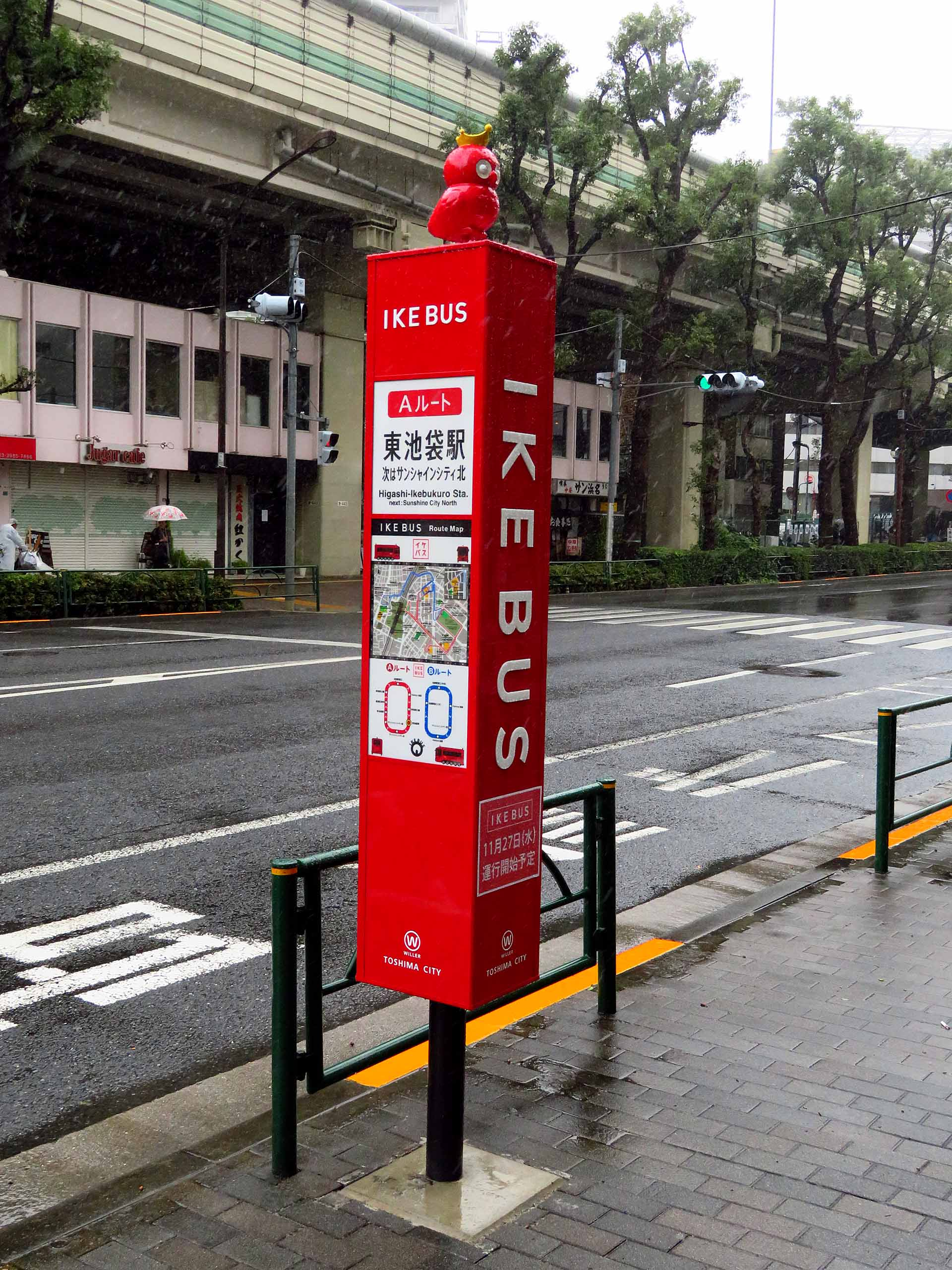
バス停のポール（東池袋駅停留所にて）
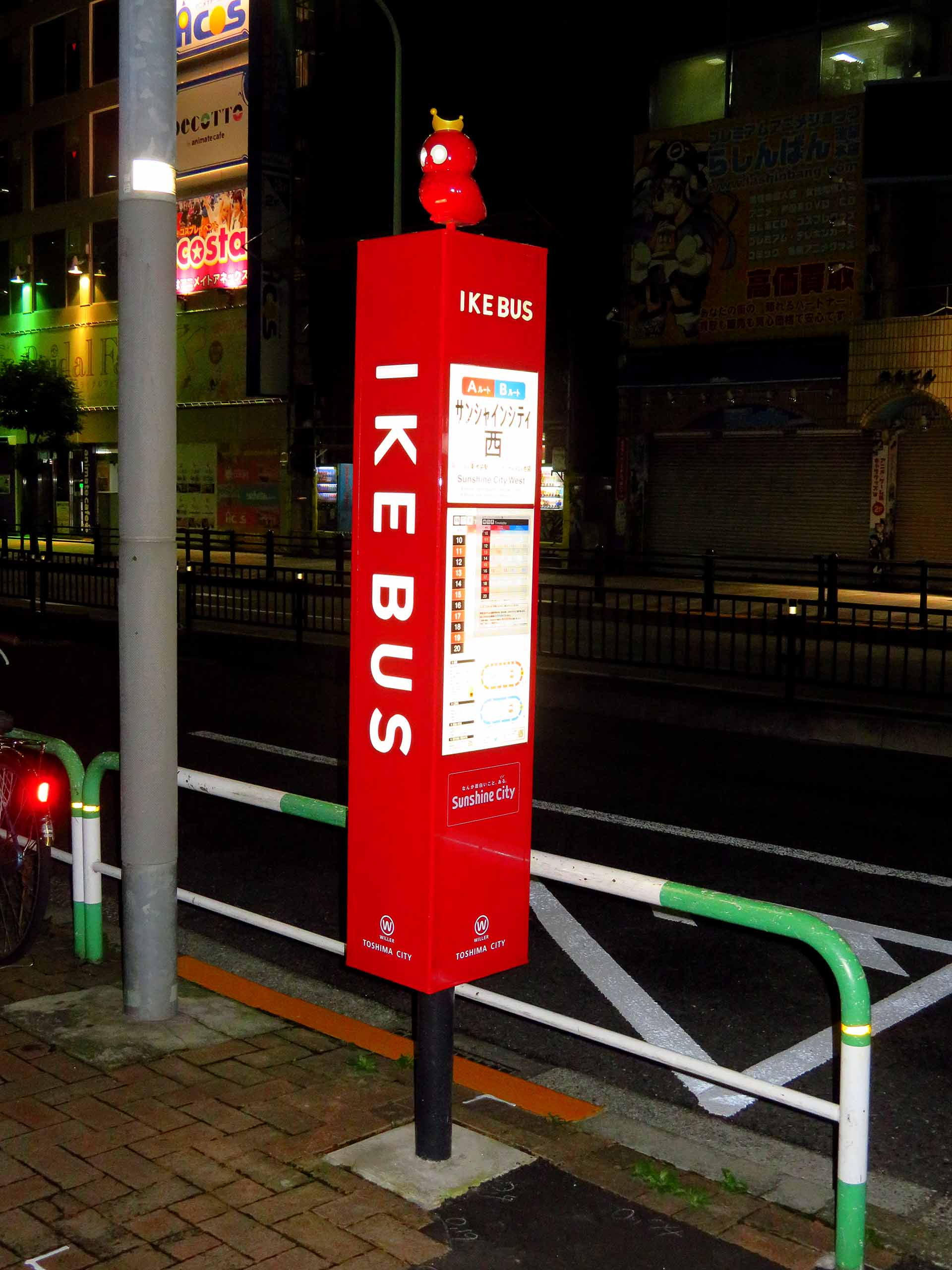
電照化されたバス停ポール（サンシャインシティ西停留所にて）

## コラボレーション
- 豊島区とアニメイトが制作した「池袋PRアニメ」[47]に出演した声優の蒼井翔太が、開業から1月6日までの間、車内アナウンスを担当した[48]。
- サンシャインシティプリンスホテルではIKEBUSに関連した宿泊プランが企画され、下記のものが発売された。
  - 2020年12月4日から2021年3月31日までIKEBUS運行1周年を記念した「イケブクロ エンジョイ ルーム」が設定された。ツインルームの一室に門秀彦のオリジナルイラストが掲出され、IKEBUSグッズや一日乗車券がプレゼントされた[49]。
  - 2021年4月3日限定で、翌4月4日にIKEBUSをチャーターして池袋周辺の桜を車窓から観賞する特別コースに乗車する宿泊プランが設定された[50]。
- 2024年10月15日より12月15日まで「BanG Dream! It's MyGO!!!!!」とのタイアップが行われた。MyGO!!!!!メンバーが車内アナウンスを担当、オリジナルデザインの一日乗車券が発売された[51]。
- 2025年4月25日から5月26日まで、アニメイト池袋本店で開催される「アニメ テニスの王子様展」に合わせ、同作とのタイアップが行われる[52]。越前リョーマ役の皆川純子および手塚国光役の置鮎龍太郎が車内アナウンスを担当、オリジナルデザインの一日乗車券が発売される[53]。

## 池袋駅東西を横断する主なルート
- 池袋大橋 - IKEBUSのBルートが経由する
- 池袋駅地下通路 - 駅の営業していない深夜帯には通行できない
- 雑司が谷隧道 - 池袋駅北側にある歩行者専用トンネル。愛称は「ウイ・ロード」
- びっくりガード - 池袋駅南側にある歩行者専用トンネルおよび自動車道路。2020年8月よりBルートの経路となる。